# Уланов, Бадьма Наранович
Бадьма Наранович Уланов (31 марта 1880 — 23 апреля 1969) —  российский присяжный поверенный, член  Всероссийского учредительного собрания, калмыцкий общественный деятель.

## Биография
Родился в станице Ново-Алексеевской Сальского округа области Войска Донского. Сын Н. Э. Уланова, офицера, путешественника, деятеля национального возрождения и просвещения донских калмыков). Выпускник Новочеркасского реального училища и юридического факультета Петербургского университета. Во времена студенчества совместно с Эрендженом Хара-Даваном стал одним из основателей национальной организации «Хальмг тангчин туг» («Знамя калмыцкого народа») — секции Всероссийского союза учителей. В 1908 году служил переводчиком при делегации донских калмыков во главе с Менько Борманжиновым в Санкт-Петербурге во время празднования 300-летия дома Романовых. После окончания университета имел частную адвокатскую практику, был юрисконсультом калмыцких станиц области Войска Донского. В 1912 году при выборах в Государственную Думу IV созыва направлен выборщиком от Сальского округа на выборы депутатов от Области Войска Донского, но избран не был.
После революции 1917 года представлял свою станицу Ново-Алексеевскую на Войсковых Кругах и на Донском Войсковом Съезде. Неоднократно был избран на пост товарища председателя как представитель калмыков, сочувствующих белому движению. 20-22 мая 1917 на I-ом съезде представителей донских калмыков в станице Великокняжеской был избран председателем «Национального совета», секретарём совета избран X. Б. Кануков.
Гласный Таганрогской городской думы. В 1917 годы был близок к меньшевикам. Член Предпарламента.
В конце 1917 года избран во Всероссийское учредительное собрание в Донском избирательном округе  по списку № 4 (казаки).
В мае 1918 - феврале 1919 года, при правлении атамана П. Н. Краснова, участвовал в юридическом обосновании основных законов Всевеликого Войска Донского. С февраля 1919 года, во время правления атамана А. П. Богаевского, стал членом Донского правительства.
С 1920 года эмигрант. В начале 1920-х вошёл в состав президиума «Союза помощи буддистам России» или «Буддийского союза», созданного в Константинополе.  Переехал в Чехословакию. В  1924—1925  годах  стал инициатором создания в  Праге пансионата для калмыцких детей, учеников русской гимназии в Праге. C 1926 года начал собирать представителей калмыцкой интеллигенции в Чехословакию, где правительство выделяло субсидии для поддержки учащейся молодежи русской эмиграции. В 1929 году в Праге была создана «Калмыцкая комиссия культурных работников», Бадма избран её председателем.  Редактор калмыцкого журнала «Улан Залат». Публиковался  в  казачьих изданиях «Казачья Лава» (Прага, 1922-1927, редактор), «Казачий Путь» (Германия), «Тихий Дон», «Казачья Мысль», «Вестник Казачьего Союза» (Париж). Был сотрудником журнала «Родимый Край». После Второй мировой войны представлял интересы калмыков, избежавших выдачи Сталину, и вместе с А. Л. Толстой существенно способствовал их приёму Соединёнными штатами. С 1956 жил в США. В калмыцкой среде в США Бадьму Уланова считали русофилом. Являлся секретарём русской эмигрантской организации «Союза борьбы за свободу России», был её секретарём, публиковался  в её журнале «Российский демократ».
Скончался 23 апреля 1969 года в Нью-Йорке. Прах покоится на калмыцком участке Свято-Владимирского кладбища около Кэссвилла в штате Нью-Джерси.

## Семья
- Отец — Наран Уланов (1867—1904), родился в окрестностях Оевсэ-Сала, в семье табунщика коннозаводства князя Меньшикова (позднее И. И. Попова). С отличием окончил Калмыцкое Окружное училище. Закончил Новочеркасское юнкерское училище, произведен в чин хорунжего. С 1889 года служил в 9-м донском казачьем полку. Избран атаманом ст. Кутейниковской,  командирован на строевую службу в Первый Донской казачий полк. Послан переводчиком при посольстве Далай Ламы в Петербурге. Окончил курс Офицерской Кавалерийской школы и поступил вольнослушателем в Академию Генерального штаба. В 1904 году должен был отправиться со специальной разведывательной миссией в Тибет. Произведён в есаулы, в конце 1903 года представлен Николаю II вместе с членом миссии Бакшей Д. Ульяновым. В горах Тян-Шаня Н. Уланов тяжело заболел и умер в землях Караширских калмыков 27 октября (ст. ст.) 1904 года[10].
- Мать — дочь Дерте Асановича Намча[10].
  - Сестра — Данара Нарановна Баянова (урождённая Уланова)[1], жена Санджи Баянова[11].
- Жена — ?
  - Сын — Наран Бадьминович (17.10.1910, ст. Ново-Алексеевская — 06.11.1996, США)[12]
  - Дочь — Цецен Бадьминовна (1913,  ст. Ново-Алексеевская — 11.06.1920), похоронена на кладбище в лагере "Калоераки" на острове Лемнос, могила под № 36[13].
  - Дочь — Ксения Бадьминовна (10.03.1913, ст. Ново-Алексеевская — 12.12.1995, США)[12]
  - Сын — Эрдне Бадьминович (28.11.1914, ст. Ново-Алексеевская — 19.01.1990, США)[12]
  - Сын — Байр Бадьминович (1.12.1919, ст. Ново-Алексеевская — 6.11.2004, США)[12]
  - Сын — Хонгр Бадьминович (1.08.1929, Чехословакия — 3.02.2010, США)[12]

### Рекомендуемые источники
- Белодубровский Е. В. Свен Гедин - адресат Бадмы Уланова. // Orient.  Альманах.  Вып.  2-3. Исследователи  Центральной  Азии в судьбах России. СПб., 1998. 288 с.